# Eremochelis sonorae
Eremochelis sonorae är en spindeldjursart som beskrevs av Muma 1986. Eremochelis sonorae ingår i släktet Eremochelis och familjen Eremobatidae. Inga underarter finns listade i Catalogue of Life.